# James Parrish
James Herbert Parrish, Jr. (Baltimore, 19 de maio de 1968 – Plano, 10 de março de 2004) foi um jogador profissional de futebol americano estadunidense que foi campeão da temporada de 1993 da National Football League jogando pelo Dallas Cowboys.